# Campionato europeo di pallanuoto 2020 (femminile)
Il campionato europeo di pallanuoto 2020 è stata la 18ª edizione del torneo; si è giocata a Budapest nella Duna Aréna dal 12 al 25 gennaio 2020.

## Formula
Al torneo partecipano 12 squadre. Le 12 nazionali sono state divise in due gironi da sei, terminati i quali le prime quattro classificate sono state ammesse ai quarti. Sono stati disputati anche gli incontri necessari a stilare la classifica finale, determinanti per la qualificazione diretta al campionato successivo.

## Squadre partecipanti
Sono state ammesse di diritto alla fase finale le seguenti nazionali:
- Ungheria, paese ospitante
- Paesi Bassi, vincitrice dell'Europeo 2018
- Grecia, 2ª classificata all'Europeo 2018
- Spagna, 3ª classificata all'Europeo 2018
- Russia, 5ª classificata all'Europeo 2018
- Italia, 6ª classificata all'Europeo 2018

Gli altri sei posti disponibili sono stati assegnati tramite le qualificazioni.

- Francia
- Germania
- Serbia
- Israele
- Croazia
- Slovacchia

## Sorteggio
Il sorteggio dei gruppi si è tenuto il 22 ottobre 2019.

### Gruppi
| Gruppo A                                         | Gruppo B                                           |
| ------------------------------------------------ | -------------------------------------------------- |
| Croazia Grecia Ungheria Russia Serbia Slovacchia | Francia Germania Israele Italia Paesi Bassi Spagna |

## Fase preliminare

### Gruppo A
| Pos. | Squadra    | Pt | G | V | N | P | GF  | GS | DR  |
| ---- | ---------- | -- | - | - | - | - | --- | -- | --- |
| 1.   | Ungheria   | 15 | 5 | 5 | 0 | 0 | 94  | 26 | +68 |
| 2.   | Russia     | 12 | 5 | 4 | 0 | 1 | 112 | 21 | +91 |
| 3.   | Grecia     | 9  | 5 | 3 | 0 | 2 | 79  | 37 | +42 |
| 4.   | Slovacchia | 6  | 5 | 2 | 0 | 3 | 21  | 78 | -57 |
| 5.   | Croazia    | 3  | 5 | 1 | 0 | 4 | 26  | 94 | -68 |
| 6.   | Serbia     | 0  | 5 | 0 | 0 | 5 | 19  | 95 | -76 |

| Data     | Ora   | Gara       | Gara  | Gara       |
| -------- | ----- | ---------- | ----- | ---------- |
| 12-01-20 | 11:30 | Slovacchia | 2-31  | Russia     |
| 12-01-20 | 13:00 | Grecia     | 26-7  | Serbia     |
| 12-01-20 | 19:00 | Ungheria   | 25-6  | Croazia    |
| 13-01-20 | 13:00 | Croazia    | 3-18  | Grecia     |
| 13-01-20 | 14:30 | Russia     | 27-2  | Serbia     |
| 13-01-20 | 19:00 | Slovacchia | 2-20  | Ungheria   |
| 15-01-20 | 14:30 | Grecia     | 18-2  | Slovacchia |
| 15-01-20 | 16:00 | Serbia     | 8-9   | Croazia    |
| 15-01-20 | 19:00 | Ungheria   | 9-8   | Russia     |
| 17-01-20 | 14:30 | Russia     | 34-1  | Croazia    |
| 17-01-20 | 17:30 | Slovacchia | 6-2   | Serbia     |
| 17-01-20 | 19:00 | Ungheria   | 13-10 | Grecia     |
| 19-01-20 | 13:00 | Slovacchia | 9-7   | Croazia    |
| 19-01-20 | 17:30 | Grecia     | 7-12  | Russia     |
| 19-01-20 | 19:00 | Serbia     | 0-27  | Ungheria   |

### Gruppo B
| Pos. | Squadra     | Pt | G | V | N | P | GF | GS | DR  |
| ---- | ----------- | -- | - | - | - | - | -- | -- | --- |
| 1.   | Paesi Bassi | 15 | 5 | 5 | 0 | 0 | 83 | 17 | +66 |
| 2.   | Spagna      | 12 | 5 | 4 | 0 | 1 | 74 | 32 | +42 |
| 3.   | Italia      | 9  | 5 | 3 | 0 | 2 | 62 | 37 | +25 |
| 4.   | Francia     | 6  | 5 | 2 | 0 | 3 | 40 | 62 | -22 |
| 5.   | Israele     | 3  | 5 | 1 | 0 | 4 | 22 | 70 | -48 |
| 6.   | Germania    | 0  | 5 | 0 | 0 | 5 | 19 | 82 | -63 |

| Data     | Ora   | Gara        | Gara  | Gara        |
| -------- | ----- | ----------- | ----- | ----------- |
| 12-01-20 | 14:30 | Francia     | 6-15  | Spagna      |
| 12-01-20 | 16:00 | Germania    | 4-13  | Italia      |
| 12-01-20 | 17:30 | Paesi Bassi | 22-3  | Israele     |
| 13-01-20 | 11:30 | Germania    | 3-23  | Paesi Bassi |
| 13-01-20 | 16:00 | Israele     | 6-10  | Francia     |
| 13-01-20 | 17:30 | Italia      | 10-16 | Spagna      |
| 15-01-20 | 11:30 | Francia     | 17-5  | Germania    |
| 15-01-20 | 13:00 | Spagna      | 18-2  | Israele     |
| 15-01-20 | 17:30 | Paesi Bassi | 10-4  | Italia      |
| 17-01-20 | 11:30 | Germania    | 4-19  | Spagna      |
| 17-01-20 | 13:00 | Paesi Bassi | 18-1  | Francia     |
| 17-01-20 | 16:00 | Italia      | 17-1  | Israele     |
| 19-01-20 | 11:30 | Francia     | 6-18  | Italia      |
| 19-01-20 | 14:30 | Germania    | 3-10  | Israele     |
| 19-01-20 | 16:00 | Spagna      | 6-10  | Paesi Bassi |

## Fase finale

### Tabellone principale
|  | Quarti di finale        | Quarti di finale        |                         |             | Semifinali                | Semifinali                |  |  | Finale                  | Finale |
|  |                         |                         |                         |             |                           |                           |  |  |                         |        |
|  | 21 gennaio 2020 - 19:00 |                         |                         |             |                           |                           |  |  |                         |        |
|  |                         |                         |                         |             |                           |                           |  |  |                         |        |
|  | A1 Ungheria             | 16                      |                         |             |                           |                           |  |  |                         |        |
|  | A1 Ungheria             | 16                      | 23 gennaio 2020 - 17:30 |             |                           |                           |  |  |                         |        |
|  | B4 Francia              | 3                       |                         |             |                           |                           |  |  |                         |        |
|  | B4 Francia              | 3                       | Ungheria                | 10          |                           |                           |  |  |                         |        |
|  | 21 gennaio 2020 - 17:30 |                         | Ungheria                | 10          |                           |                           |  |  |                         |        |
|  |                         | Spagna                  | 11                      |             |                           |                           |  |  |                         |        |
|  | A3 Grecia               | Spagna                  | 11                      | 9           |                           |                           |  |  |                         |        |
|  | A3 Grecia               |                         | 25 gennaio 2020 - 19:00 | 9           |                           |                           |  |  |                         |        |
|  | B2 Spagna               | 12                      |                         |             |                           |                           |  |  |                         |        |
|  | B2 Spagna               | 12                      | Spagna                  | 13          |                           |                           |  |  |                         |        |
|  | 21 gennaio 2020 - 16:00 |                         | Spagna                  | 13          |                           |                           |  |  |                         |        |
|  |                         | Russia                  | 12                      |             |                           |                           |  |  |                         |        |
|  | A2 Russia               | Russia                  | 12                      | 13          |                           |                           |  |  |                         |        |
|  | A2 Russia               | 23 gennaio 2020 - 19:00 |                         | 13          |                           |                           |  |  |                         |        |
|  | B3 Italia               | 7                       |                         |             |                           |                           |  |  |                         |        |
|  | B3 Italia               | 7                       | Russia (rig.)           | 11          | Finale per il terzo posto | Finale per il terzo posto |  |  |                         |        |
|  | 21 gennaio 2020 - 14:30 |                         | Russia (rig.)           | 11          | Finale per il terzo posto | Finale per il terzo posto |  |  |                         |        |
|  |                         | Paesi Bassi             | 10                      |             |                           |                           |  |  |                         |        |
|  | A4 Slovacchia           | Paesi Bassi             | 10                      | 2           | Ungheria                  | 10                        |  |  |                         |        |
|  | A4 Slovacchia           |                         |                         | 2           | Ungheria                  | 10                        |  |  |                         |        |
|  | B1 Paesi Bassi          | 22                      |                         | Paesi Bassi | 8                         |                           |  |  |                         |        |
|  | B1 Paesi Bassi          | 22                      |                         |             | 8                         |                           |  |  |                         |        |
|  |                         |                         |                         |             |                           |                           |  |  | 25 gennaio 2020 - 17:30 |        |
|  |                         |                         |                         |             |                           |                           |  |  |                         |        |

### Tabellone 5º-8º posto
|  | 5º-8º posto | 5º-8º posto | 5º-8º posto |        |        | Finale per il 5º posto | Finale per il 5º posto | Finale per il 5º posto |  |
|  |             |             |             |        |        |                        |                        |                        |  |
|  | Francia     | Francia     | 3           |        |        |                        |                        |                        |  |
|  | Francia     | Francia     | 3           |        |        |                        |                        |                        |  |
|  | Grecia      | Grecia      | 13          |        |        |                        |                        |                        |  |
|  | Grecia      | Grecia      | 13          |        | Grecia | Grecia                 | 5                      |                        |  |
|  |             |             |             |        | Grecia | Grecia                 | 5                      |                        |  |
|  |             |             | Italia      | Italia | 7      |                        |                        |                        |  |
|  | Italia      | Italia      | Italia      | Italia | 7      | 16                     |                        |                        |  |
|  | Italia      | Italia      |             |        |        | 16                     |                        |                        |  |
|  | Slovacchia  | Slovacchia  | 4           |        |        | Finale per il 7º posto | Finale per il 7º posto | Finale per il 7º posto |  |
|  | Slovacchia  | Slovacchia  | 4           |        |        |                        |                        |                        |  |
|  |             |             |             |        |        |                        |                        |                        |  |
|  |             |             |             |        |        | Francia                | Francia                | 17                     |  |
|  |             |             |             |        |        | Francia                | Francia                | 17                     |  |
|  |             |             |             |        |        | Slovacchia             | Slovacchia             | 8                      |  |

### Tabellone 9º-12º posto
|  | Finale per il 9º posto |                 |    |  |
|  |                        |                 |    |  |
|  | Croazia                | Croazia         | 7  |  |
|  | Israele                | Israele         | 11 |  |
|  |                        |                 |    |  |
|  | Finale per l'11º posto |                 |    |  |
|  |                        |                 |    |  |
|  | Serbia                 | Serbia          | 13 |  |
|  | Germania (rig.)        | Germania (rig.) | 15 |  |

## Classifica finale
| Pos. | Squadra     |
| ---- | ----------- |
|      | Spagna      |
|      | Russia      |
|      | Ungheria    |
| 4    | Paesi Bassi |
| 5    | Italia      |
| 6    | Grecia      |
| 7    | Francia     |
| 8    | Slovacchia  |
| 9    | Israele     |
| 10   | Croazia     |
| 11   | Germania    |
| 12   | Serbia      |